# Hémonstoir
 Hémonstoir  (en bretón Henvoustoer) es una población y comuna francesa, situada en la región de Bretaña, departamento de Côtes-d'Armor, en el distrito de Saint-Brieuc y cantón de Loudéac.

## Demografía
| 467 | 470 | 561 | 676 | 671 | 639 |
| Para los censos de 1962 a 1999 la población legal corresponde a la población sin duplicidades (Fuente: INSEE [Consultar]) |     |     |     |     |     |